# Савельев, Виталий Геннадьевич
Вита́лий Генна́дьевич Саве́льев (род. 18 января 1954, Ташкент, Узбекская ССР, СССР) — российский государственный и политический деятель. Заместитель председателя правительства Российской Федерации с 14 мая 2024 года. Министр транспорта Российской Федерации с 10 ноября 2020 по 7 мая 2024 года (и. о. 7—14 мая 2024).
Председатель Правления и генеральный директор ПАО «Аэрофлот» с 10 апреля 2009 по 9 ноября 2020 года. Член Высшего совета политической партии «Единая Россия» с 2016 года. Кандидат экономических наук.
Из-за вторжения России на Украину, находится под международными санкциями Евросоюза, США, Великобритании и ряда других стран.

## Биография
Родился 18 января 1954 года в Ташкенте.
В 1977 году окончил механико-машиностроительный факультет Ленинградского политехнического института имени М. И. Калинина (ныне — Санкт-Петербургский государственный политехнический университет) по специальности «строительные и дорожные машины и оборудование, строительство».
В 1986 году окончил факультет организаторов промышленного производства и строительства Ленинградского инженерно-экономического института имени Пальмиро Тольятти (ныне — Санкт-Петербургский государственный инженерно-экономический университет). Стажировался за рубежом[где?].

### Деятельность
- 1971—1977 — студент Ленинградского ордена Ленина политехнического института им. М. И. Калинина, г. Ленинград
- 1977—1980 — инженер пусконаладочного отдела Ленинградского филиала Всесоюзного института «Оргэнергострой» Минэнерго СССР, г. Ленинград
- 1980—1984 — начальник технического отдела, главный конструктор Управления подсобных предприятий УС «Красноярскэнергострой», Минэнерго СССР, г. Саяногорск Красноярского края
- 1984 — руководитель группы отдела КР-3 Ленинградского филиала Всесоюзного института «Оргэнергострой» Минэнерго СССР, г. Ленинград
- 1984—1987 — исполняющий обязанности главного технолога, главный технолог, исполняющий обязанности управляющего, заместитель управляющего треста «Севзапметаллургмонтаж» Минмонтажспецстроя СССР, г. Ленинград
- 1987—1988 — заместитель начальника Главного управления по строительству инженерных сооружений «Главленинградинжстрой», г. Ленинград
- 1988—1991 — директор Ленинградского филиала Совместного советско-американского предприятия «Диалог», г. Ленинград
- 1991—1993 — генеральный директор советско-американского АО «Диалог-инвест», г. Санкт-Петербург
- 1993—1995 — председатель правления Акционерного банка «Россия», г. Санкт-Петербург
- 2001—2002 — заместитель Председателя Правления ОАО «Газпром», г. Москва
- 2002—2004 — вице-президент по финансовым вопросам ООО «Объединённая компания ГРОС», г. Красногорск Московской обл.
- 2004—2007 — заместитель Министра экономического развития и торговли Российской Федерации, г. Москва
- 2007—2009 — первый вице-президент — руководитель комплекса развития телекоммуникационных активов (система Телеком), первый вице-президент— руководитель Бизнес-Единицы «Телекоммуникационные активы» ОАО Акционерная финансовая корпорация «Система», г. Москва
- 2009—2020 — генеральный директор ПАО «Аэрофлот—российские авиалинии», г. Москва

При Савельеве авиакомпания Аэрофлот вошла в топ-20 крупнейших авиакомпаний мира, заняла четвертое место по цифровизации среди всех авиакомпаний мира по данным американской консалтинговой компании  Bain & Company.
С целью создания равных конкурентных условий для российских и иностранных авиакомпаний, а также стимулирования снижения стоимости авиабилетов в России, Савельев в разные периоды выступал с законодательными инициативами, на основе которых были приняты следующие изменения в Воздушный кодекс Российской Федерации. В 2014 году предложил введение т.н. «невозвратных тарифов», в соответствии с которым пассажир в случае отказа от перевозки отказывался также и от возвращения  оплаченных средств за билет. В то же время Аэрофлот фактически стал монополистом на рынке, «убив» конкурентов.
В том же 2014 году выступил с инициативой разрешить российским авиакомпаниям привлекать иностранных граждан в качестве командиров воздушных судов — в пределах квоты и на условиях, которые устанавливаются Правительством Российской Федерации.
В 2017 году инициировал возможность использования т.н. «безбагажных тарифов», которые предусматривают отсутствие нормы бесплатного провоза зарегистрированного багажа и снижение разрешенного веса ручной клади с 10 кг до 5 кг.
Кроме того, благодаря Савельеву в 2017 году были внесены изменения в Воздушный кодекс РФ, связанные с созданием т.н. «чёрного списка». Он представлял собой реестр лиц, которым авиакомпания имела право отказать в оказании услуг на основании совершённых ими ранее административных правонарушений на борту воздушного судна, либо приговора суда за совершение таких правонарушений.
Савельев впервые в истории страны в 2011 году создал Группу «Аэрофлот». Под управление Аэрофлота перешёл ряд региональных авиакомпаний. В 2014 году Савельевым создана авиакомпания «Победа» — классический лоукостер в составе Группы «Аэрофлот».
Под руководством Савельева авиакомпания Аэрофлот добилась значительного увеличения числа пассажиров на своих рейсах. Так, на момент прихода Савельева в Аэрофлот в 2009 году, авиакомпания перевозила 8,8 млн пассажиров, а вместе с дочерними компаниями — 11,1 млн.
В 2019 году Аэрофлот перевёз 37,2 млн пассажиров, а группа Аэрофлот — 60,7 млн.
6 февраля 2016 года был избран в руководящий орган партии Единая Россия — Высший совет. Беспартийный.
Член Комиссии по подготовке программного документа партии Единая Россия на выборах депутатов Государственной думы Федерального собрания Российской Федерации VII созыва.
В 2020 году освобождён от должности гендиректора Аэрофлота и назначен Министром транспорта РФ. Этому предшествовало несколько инцидентов, связанных с компанией (ситуации с перевозкой животных и катастрофы самолётов Superjet).
14 мая 2024 года указом президента России Владимира Путина назначен Заместителем Председателя Правительства Российской Федерации во втором Правительстве Михаила Мишустина.
С 7 июня 2024 года — председатель Совет директоров ОАО «РЖД».
С 25 ноября 2024 года — специальный представитель Президента России по развитию международного транспортного коридора «Север — Юг».

## Санкции
В 2021 году Генеральная прокуратура Украины возбудила уголовное дело в отношении Савельева, обвиняемого в организации незаконной переправки лиц через государственную границу Украины в период с апреля 2014 года по ноябрь 2020 года (ч. 3 ст. 332 УК Украины).
В феврале 2022 года против Савельева в Европейском союзе были введены персональные санкции, в связи с вторжением России на Украину «за активную поддержку или осуществление действий или политики, которые подрывают или угрожают территориальной целостности, суверенитету и независимости Украины, а также стабильности и безопасности на Украине». Также Евросоюз отметил что «Аэрофлот» под руководством Савельева обеспечивал регулярные пассажирские авиаперевозки между российскими аэропортами и международным аэропортом Симферополя, тем самым поддержав присоединение незаконно аннексированного Крымского полуострова Российской Федерацией».
15 марта вслед за ЕС власти Великобритании также внесли Савельева в санкционные списки.
В июне 2022 года США также ввели персональные санкции против Савельева из-за вторжения России на Украину.
Кроме того находится под санкциями Австралии, Швейцарии, Украины и Новой Зеландии.

## Семья
Женат; трое детей.

## Награды и звания

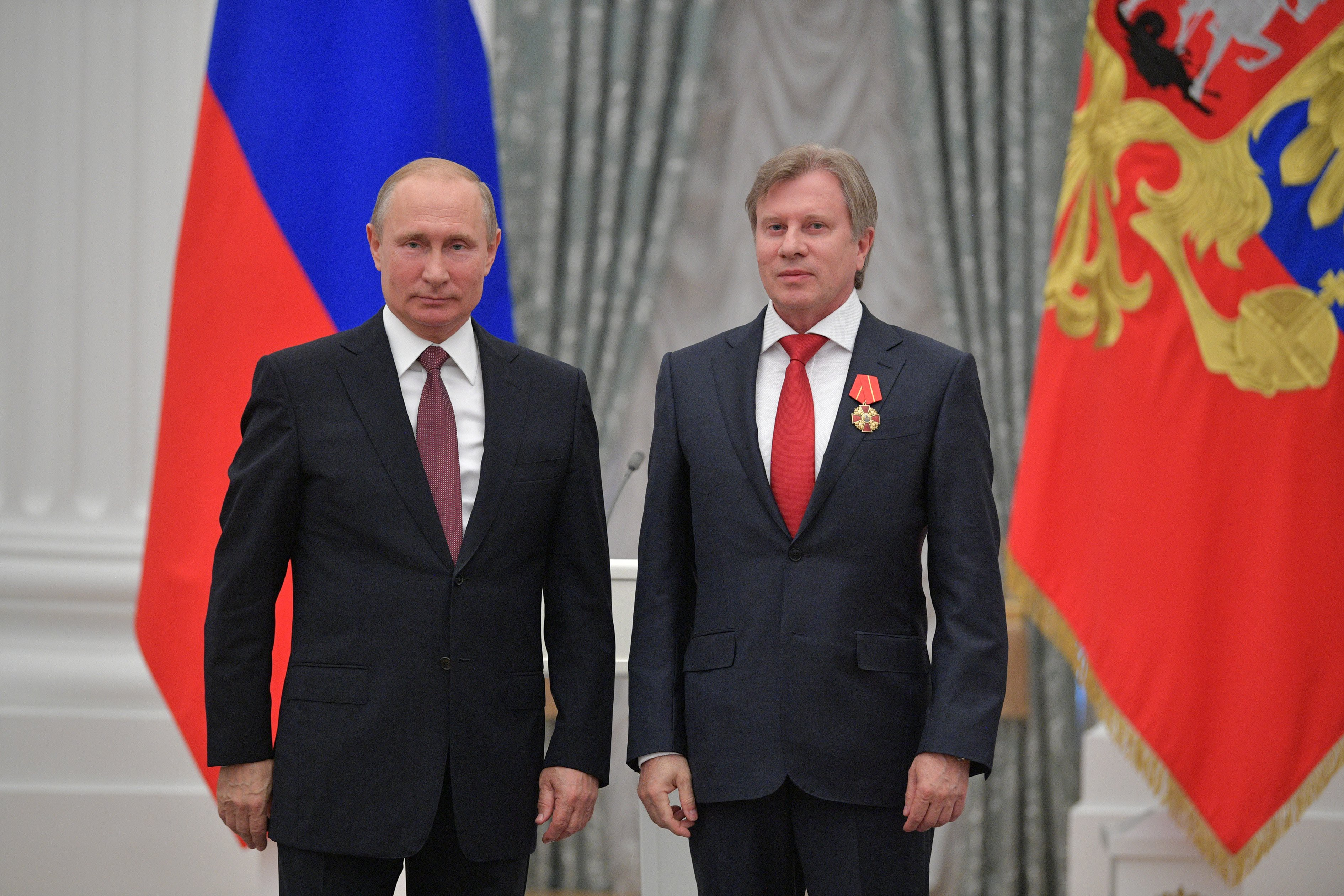
Церемония вручения государственных наград 27 июня 2018 года

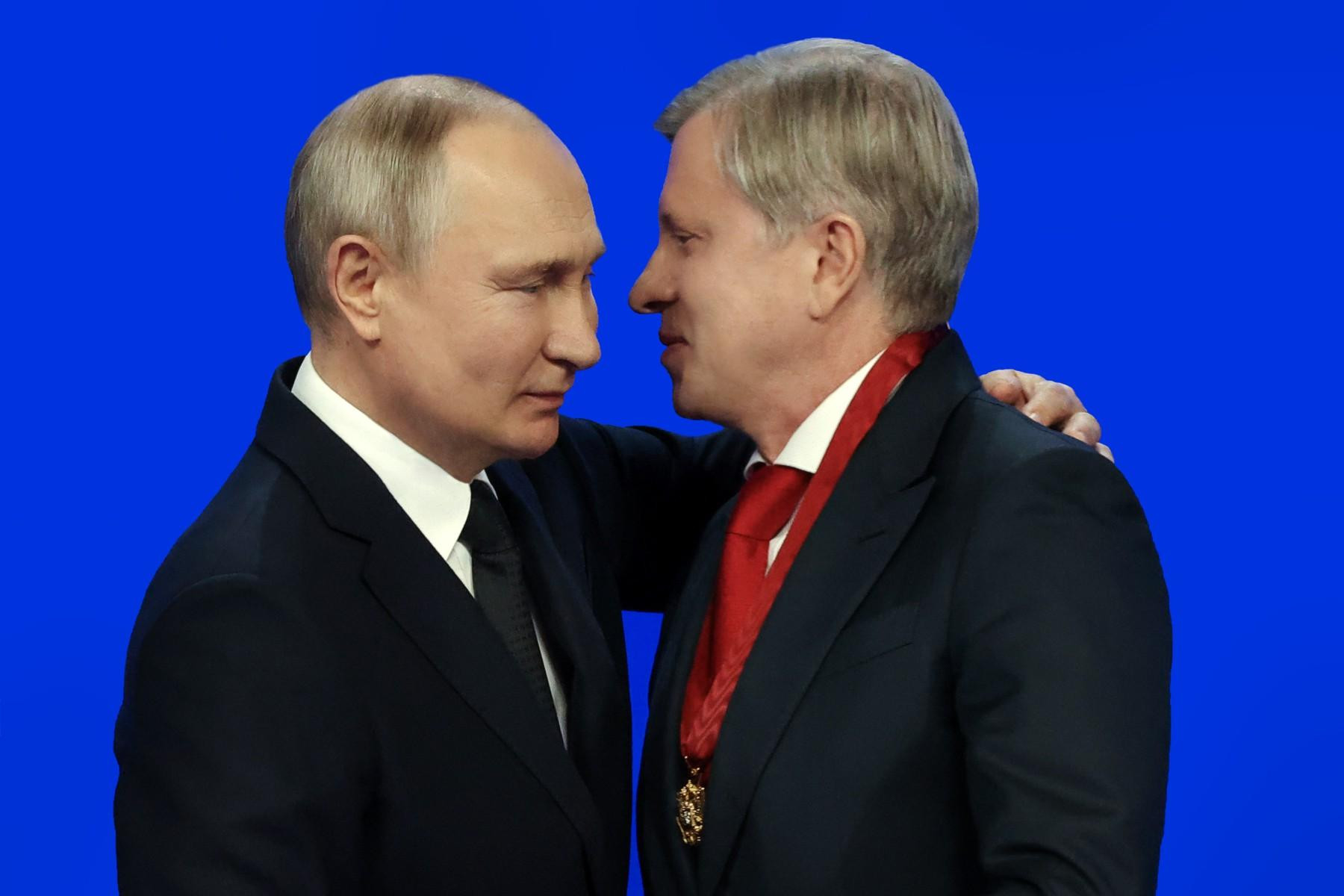
Церемония вручения государственных наград 9 февраля 2023 года.

- Медаль «300 лет Российскому Флоту» (1996)
- Юбилейный знак «10 лет отряду специального назначения Тайфун» (2001)
- Медаль «В память 300-летия Санкт-Петербурга» (2003)[26]
- Памятная медаль «В ознаменование 100-летия Агентства ИТАР-ТАСС» (2004)
- Медаль «В память 1000-летия Казани» (2005)[27]
- Серебряная медаль ФСИН «За укрепление уголовно-исполнительной системы» (2005)
- Почётная грамота Правительства Российской Федерации (2005)
- Орден Почёта (2006)[28]
- Медаль «75 лет госрезерву» (2006)
- Знак «За взаимодействие с МВД России» (2006)
- Медаль «За взаимодействие с ФСБ России» (2007)
- Медаль «Совет Федерации. 15 лет» (2010)
- Медаль СВР России «90 лет ИНО — ПГУ — СВР» (2010)
- Медаль Союзного государства за безупречную службу (2010)
- Благодарность Президента Российской Федерации (4 мая 2012) — за активное участие в работе по подготовке предложений по формированию в Российской Федерации системы "Открытое правительство"
- Победитель XI церемонии «Персона года-2011» по версии РБК в номинации «Руководитель года» (2012)[29]
- Орден «За заслуги перед Отечеством» IV степени (2013)[30]
- 1 место ТОП-100 «Российских менеджеров»/Рейтинг высших руководителей в номинации «Транспорт» (2013)[31]
- Орден Дружбы (2014)
- Рейтинг «Топ-1000 ведущих менеджеров России» (2014)[32]
- ТОР-10 самых цитируемых бизнесменов и менеджеров России (2014)[33]
- Орден Александра Невского (2018)[34]
- Медаль «За взаимодействие» (СВР)
- Кандидат в мастера спорта по боксу
- Амбассадор Nikon в России[35]
- Почётный знак «Отличник Аэрофлота» (2013)
- Орден «За заслуги перед Отечеством» III степени (2023)[36]
- Юбилейная медаль «100 лет гражданской авиации России» (2023)
- Медаль Столыпина П. А. I степени (16 января 2024) — за заслуги перед государством и многолетнюю добросовестную работу[37]